# Bommerlund
Bommerlund (dänisch: Bommerlund) ist ein dänischer Ort, der zur Kirchspielsgemeinde (dän.: Sogn) Bov Sogn an der deutsch-dänischen Grenze gehört.

## Lage
Bommerlund liegt im nördlichen Bereich der Bov Sogn, der weniger dicht besiedelt ist. Direkt westlich des Bommerlunder Gebietes liegt das Straßendorf Østerbæk. In direkter südwestlicher Nachbarschaft liegt des Weiteren das Dorf Vejbæk. In nördlicher Nachbarschaft befindet sich das Dorf Gejlå (deutsch: Geilau).

## Hintergrund
Die vollständige Bedeutung des Ortsnamens ist unklar. Der Wortbestandteil „Lund“ bedeutet Hain beziehungsweise Wald und verweist somit auf Waldlage des Ortes. Im restlichen Dänemark existieren auch noch weitere kleine Orte, die Bommerlund heißen. Der besagte Ort Bommerlund entstand an einer verkehrsgünstigen Lage, nämlich am historischen Ochsenweg. 1760 soll ein verwundeter französischer Soldat nach Bommerlund gekommen sein und im dortigen Gasthaus, dem Bommerlund Kro, gesund gepflegt worden sein. Zum Dank für die Pflege soll der Soldat dem Gastwirt das Rezept für ein Aquavit übergeben haben, das seitdem dort hergestellt wurde und den Namen Bommerlunder erhielt.
Eine erste Erwähnung des Ortes Bommerlund stammt aus dem Jahr 1805. Das Bommerlunder Gebiet gehörte zum Gut Stoltelund. Im 19. Jahrhundert wurde offenbar das vorhandene Heideland bei Bommerlund schrittweise urbar gemacht. Mitte des 19. Jahrhunderts bestand der Ort aus einer Dreiviertelhufe, zwei Halbhufen, einer Viertelhufe und fünf Instenstellen am Ochsenweg. Des Weiteren existierten das Wirtshaus mit Brau-, Brenn- und Höferei-Gerechtigkeit sowie eine Schmiede. Die Häuser des Dorfes Bommerlund lagen damals noch zum Großteil südlich von Gejlå (deutsch: Geilau), direkt südlich der Gejlå Bro 
(Lage). Auf der Landkarte der dänischen Landesaufnahme von 1857/1858 war das Dorf Bommerlund mit seinem Dorfkrug und seinen weiteren Häusern schon eingetragen. Nach dem Deutsch-Dänischen Krieg wurde Bommerlund, wie die gesamte Region, Teil des Deutschen Kaiserreiches. Auf der Karte der Preußischen Landesaufnahme um 1879, auf welcher der nördliche Teil Flensburgs dargestellt wurde, war das Dorf Bommerlund ebenfalls detailliert eingezeichnet. Seit den 1880er Jahren bis zum Jahr 1900 wurde der Wald von Bommerlund stark aufgeforstet, die Bommerlund Plantage entstand. 1889 wurde Bommerlund eine Gemeinde des Amtsbezirks Tingleff. Bis ins 20. Jahrhundert hinein bestand Bommerlund als eine eigenständige preußische Landgemeinde im Kreis Tondern.
Der aufgegebene Bommerlund Kro soll spätestens um 1900 abgerissen worden sein. Gleichzeitig oder etwas später wurde offensichtlich auch der alte Siedlungskern von Bommerlund zum Großteil aufgegeben und eine Wüstung verblieb an der Stelle. Zurück blieb lediglich ein weitläufiger Streusiedlungsbereich. Nach der Volksabstimmung in Schleswig im Jahr 1920 kam das Bommerlunder Gebiet nach Dänemark. Die heutigen Häuser von Bommerlund liegen hauptsächlich südlich des Waldes Bommerlund Plantage, wo sich auch das Revierförsterhaus befindet.(Lage).